# Dolichopentas liebrechtsiana
Dolichopentas liebrechtsiana là một loài thực vật có hoa trong họ Thiến thảo. Loài này được (De Wild.) Kårehed & B.Bremer mô tả khoa học đầu tiên năm 2007.